# Madlenka
Madlenka (IPA: madlɛŋka) ist ein weiblicher Vorname. Es ist eine obersorbische Form des Namens Magdalena oder Magdalene. Der Name ist das Diminutiv von Madlena, wird jedoch auch als eigenständiger Vorname gebraucht. Eine weitere mögliche Variante ist „Lenka“, wobei dieser Name auch von Helena abgeleitet werden kann.
Für weitere Informationen zum Namen siehe den Hauptartikel Magdalena.

## Bekannte Namensträgerinnen
- Madlenka Scholze (* 1975), sorbische Moderatorin und Redakteurin